# Lophotarsia ochroprocta
Lophotarsia ochroprocta är en fjärilsart som beskrevs av George Francis Hampson 1902. Lophotarsia ochroprocta ingår i släktet Lophotarsia och familjen nattflyn. Inga underarter finns listade i Catalogue of Life.